# Willem Jacob van Heiden
Willem Jacob van Heiden (Den Haag, 15 november 1778 - Zuidlaren, 3 juni 1835). Burgemeester van Zuidlaren en Lid van het College van Gedeputeerde Staten van Drenthe. Graaf van Heiden was de eerste burgemeester van Zuidlaren van 1811 tot 1822, Maire en schout.